# Dylan Seys
Pour les articles homonymes, voir Seys.
Dylan Seys est un footballeur belge, né le 26 septembre 1996 à Courtrai. Il évolue au poste d'ailier droit à l'AE Kifisias.